# 快乐商人
快乐商人（英語：Happy Merchant）是一个用于描绘犹太男子的反犹主义漫画常用名称，该图像常常出现在4chan、Reddit和X（前身为Twitter）等网站上，通常用于仇恨或贬低的语境中。

## 历史
该形象最初由漫画家A·尼克·布加创作，其笔名是A·怀亚特·曼，是A white man（一个白人）的谐音。这幅图片是一幅漫画的一部分，该漫画还包含了一幅针对黑人的种族主义漫画，并表示：“让我们面对现实！一个没有犹太人和黑人的世界就像一个没有老鼠和蟑螂的世界。” 这幅漫画最初以印刷品的形式发布，但在2001年2月出现在互联网上。之后漫画中关于犹太人的刻板印象开始在各大网络社区传播，网民们开始对其进行改编。

## 描述
这幅画描绘了犹太人的各种负面刻板印象，其中包括突出的鹰钩鼻（通常被称为“犹太鼻子”）、基帕（一种传统的犹太帽子）、阴险的笑容、略微弯腰的姿势，以及似乎在搓揉双手的动作（暗示贪婪或阴谋）等。此外画中人物还有秃顶、卷曲的黑发和卷曲的黑胡子。

## 使用
该图片是一种反犹太宣传形式，在4chan等另类右翼互联网社群、其他“chan”类网站以及其他留言板上很常见。
在2017年，半岛电视台在其官方英文推特账户上发布了一张快乐商人的图片，配文宣传了一篇关于气候变化的报道，并暗示犹太人是气候变化的幕后操控者。此后半岛电视台删除了该推文，并解释称这张图片是用来报道另类右翼反犹太气候变化阴谋论的片段。
2017年9月13日，内塔尼亚胡的儿子亚伊尔·内塔尼亚胡在Facebook上发布了一幅漫画，引发了广泛争议。该漫画描绘了美国匈牙利裔投资者乔治·索罗斯在一个爬行动物面前悬挂地球的场景，同时包含一个高度类似于反犹太“快乐商人”形象的角色。这一形象被认为是反犹太主义的典型象征，迅速引发批评。
萨瓦斯·扎尼托等人在2018年进行的一项专注于网络反犹太主义研究中指出“快乐商人”及其变体是4chan的/pol/论坛和Gab上最受欢迎的表情包之一，这两个平台是另类右翼的主要发声渠道。研究发现，/pol/上“快乐商人”的使用量基本保持稳定，唯在2017年4月美国对叙利亚的空袭期间达到了高峰，而Gab上该表情包的使用量在2017年8月夏洛茨维尔集会后有所上升。此外，研究还表明/pol/对“快乐商人”在其他社交媒体平台（如Twitter和Reddit）的传播产生了影响。同一项研究还发现，“快乐商人”已被融入该网站上其他常见的表情包中，其中包括“佩佩蛙”。

### 引著
- Zannettou, Savvas. . 2019-11-24. arXiv:1809.01644  [cs.CY].